# Sussat
Sussat er en kommune i Allier departementet i Auvergne-Rhône-Alpes i det centrale Frankrig.
46°09′09″N 3°03′49″Ø / 46.1525°N 3.0636°Ø